# The Inklings

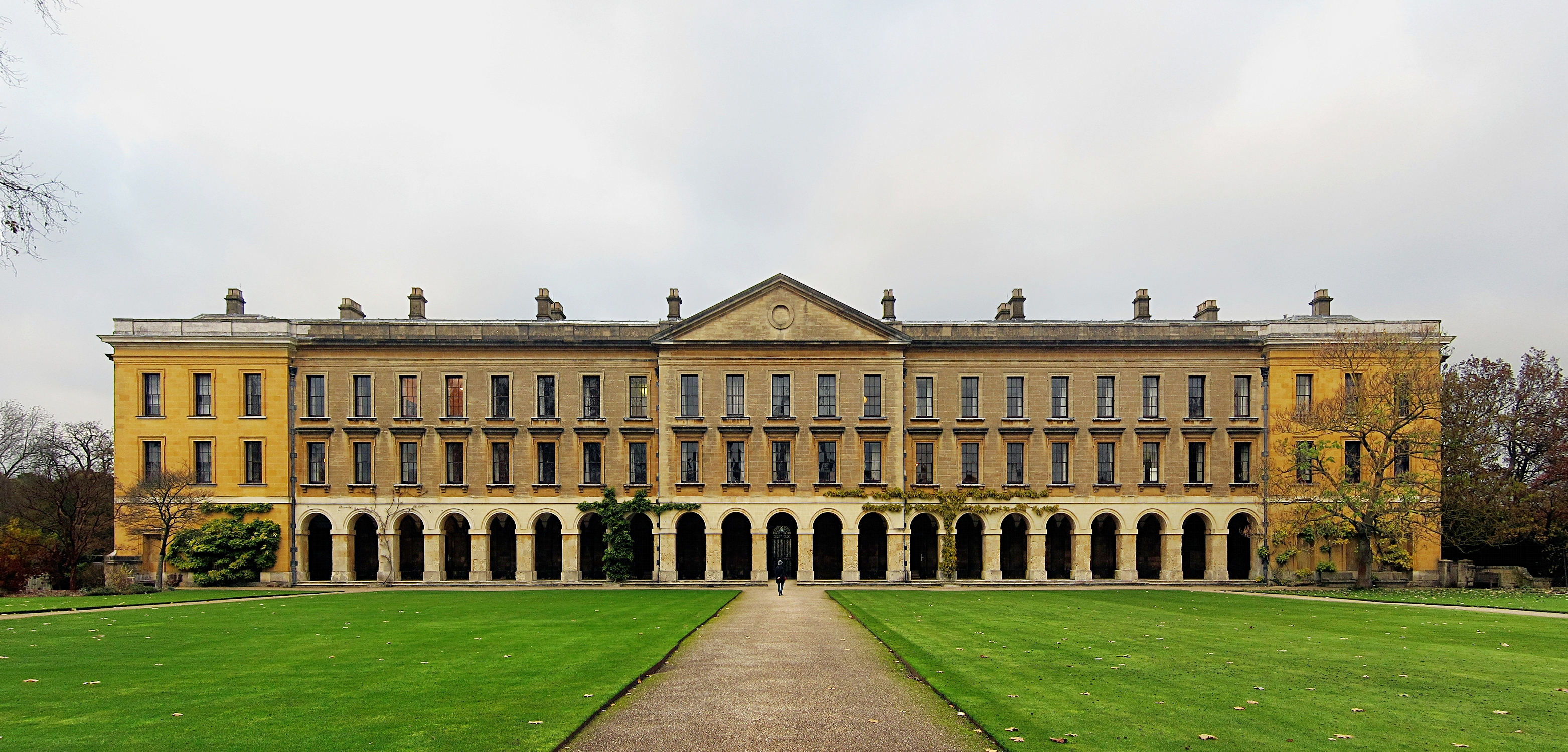
O Novo Edifício do Magdalen College. O grupo se reunia nos aposentos de C. S. Lewis, localizados ao lado direito do bloco central, acima da arcada

Os Inklings foram um grupo informal de discussão literária associado aos escritores J.R.R. Tolkien e C.S. Lewis na Universidade de Oxford, ativo por quase duas décadas, entre o início dos anos 1930 e o final de 1949. Os membros eram entusiastas literários que enalteciam o valor das narrativas fictícias e encorajam a escrita fantástica. Além de Tolkien e Lewis, os membros mais conhecidos eram Charles Williams e Owen Barfield (apesar deste residir em Londres).

## Membros

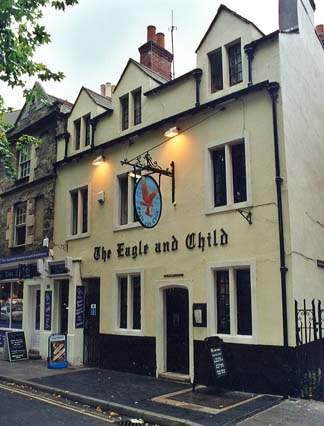
Nas manhãs de terça-feira, durante o período letivo, os Inklings se reuniam informalmente no bar local The Eagle and Child (também conhecido na comunidade de Oxford como The Bird and Baby, ou simplesmente The Bird)

Alguns dos membros regulares do grupo, a maioria acadêmicos da Universidade de Oxford, incluiam:
- Owen Barfield
- Jack A.W. Bennett
- Lord David Cecil
- Nevil Coghill
- Hugo Dyson
- Adam Fox
- Robert Havard
- C.S. Lewis
- Warren Lewis (irmão mais velho de C.S. Lewis)
- J.R.R. Tolkien
- Christopher Tolkien (filho de J.R.R. Tolkien)
- Charles Williams

Haviam outros não regulares:
- James Dundas-Grant
- Colin Hardie
- Gervase Mathew
- R.B. McCallum
- Courtenay Edward Stevens
- John Wain
- Charles Leslie Wrenn

Como também visitantes:
- Roy Campbell
- E.R. Eddison

## Reuniões

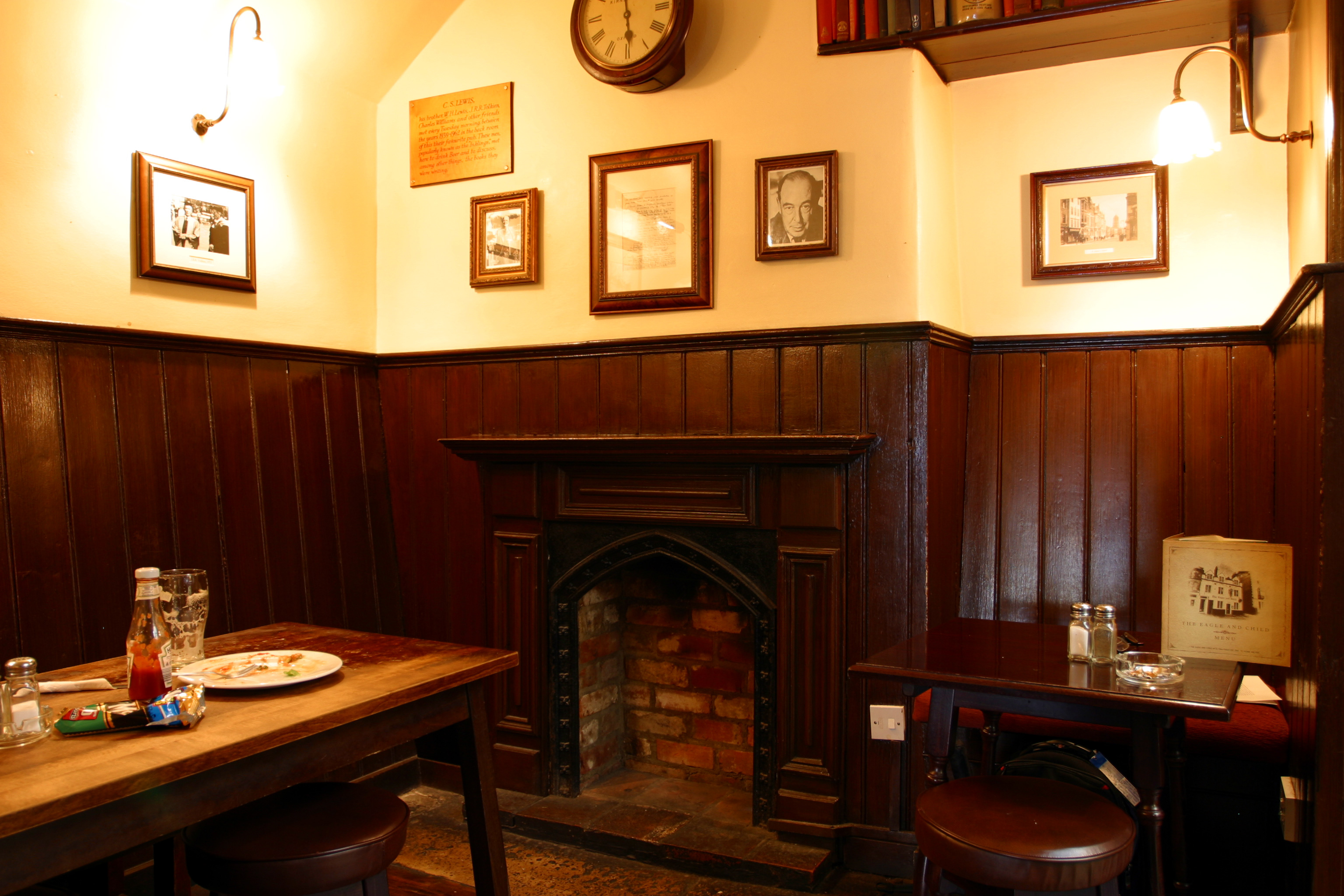
Um canto do The Eagle and Child, originalmente a sala do proprietário, onde os amigos de Lewis, incluindo os membros dos Inklings, se juntavam nas manhãs de terça-feira. Há uma pequena exposição como suvenir

Warren Lewis escreveu que "os Inklings não eram nem um clube, nem uma sociedade literária propriamente dita, mas participavam da natureza de ambos. Formalmente, não havia regras, responsáveis, pautas ou eleições." Os membros dos Inklings eram todos homens, como era típico dos grupos universitários da época. O principal propósito das reuniões era a leitura e discussão das obras que estavam escrevendo. O Senhor dos Anéis de Tolkien, Além do Planeta Silencioso de Lewis e a Noite de Todos os Santos de Charles Williams foram lidos pela primeira vez em uma reunião dos Inklings. A ficção "Notion Club" de Tolkien (posteriormente o nono volume da História da Terra-Média, "Sauron Defeated") foi baseada no grupo. As reuniões não eram sérias e os membros se divertiam competindo quem conseguia ler a péssima prosa de Amanda McKittrick Ros por mais tempo sem começar a rir.  
Originalmente, o nome do grupo estava associado a uma sociedade do University College (Oxford), fundada por volta de 1931 por um estudante universitário chamado Edward Tangye Lean com o propósito de ler composições em andamento. A sociedade era formada por estudantes e professores, entre eles Tolkien e Lewis. Os dois transferiram o nome para seu próprio grupo no Magdalen College quando Edward deixou Oxford em 1933, marcando o fim da sociedade. Sobre isso, Tolkien mais tarde afirmou que "embora nosso hábito fosse ler em voz alta composições de diversos tipos e tamanhos, essa associação e seu hábito teriam se formado naquela época, mesmo que o clube original nunca tivesse existido."
Até o final de 1949, as discussões e leituras dos Inklings aconteciam geralmente nas noites de quinta-feira, nos aposentos de C.S. Lewis no Magdalen. Os Inklings e alguns amigos também se reuniam informalmente nas terças-feiras ao meio-dia no bar local The Eagle and Child, também conhecido na comunidade de Oxford como The Bird and Baby, ou simplesmente The Bird. O dono, Charlie Blagrove, deixou que Lewis e seus amigos utilizassem sua sala particular para maior privacidade (a parede e a porta que a separavam do salão comum foram removidos em 1962). Durnate os anos de guerra, a falta de cerveja às vezes impedia o The Eagle and Child de abrir, então o grupo precisava se encontrar em outros bares, incluindo o White Horse e o Kings Arms. Mais tarde, as reuniões passaram a acontecer no The Lamb and Flag, do outro lado da rua, e, em anos anteriores, os Inklings também se reuniam esporadicamente em outros bares, mas o The Eagle and Child é o mais conhecido.

## Legado
O Marion E. Wade Center do Wheaton College (Illinois) mantém coleções de alguns membros como Owen Barfield, C.S. Lewis, J.R.R. Tolkien, Dorothy L. Sayers e Charles Williams, incluindo cartas, manuscritos, gravações em áudio e vídeo, trabalhos artísticos, dissertações, periódicos, fotografias e outros arquivos relacionados. A faculdade de Wheaton também possui um grupo de crítica literária inspirado nos Inklings chamado "WhInklings".
A Mythopoeic Society, fundada em 1967 por Glen GoodKnight e constituída como uma organização sem fins lucrativos em 1971, é uma entidade literária dedicada ao estudo de literatura mitopoética, principalmente das obras de J.R.R. Tolkien, C.S. Lewis e Charles Williams.
Dentre os periódicos focados nos Inklings está o "Journal of Inklings Studies" (lançado em 2011 e ativo até ao momento).

## Os Inklings na ficção
No livro "Swan Song", publicado em 1947 por Edmund Crispin, ocorre uma discussão entre o Professor Gervase Fen e outros na sala de visitas do The Eagle and Child.

"Olha, lá vai C. S. Lewis", disse Fen de repente. "Deve ser terça-feira."
"The Late Scholar", publicado em 2013 por Jill Paton Walsh é uma continuação dos romances sobre Lord Peter Wimsey, escritos por Dorothy L. Sayers, e se passa em 1951. Wimsey, agora o 17º Duque de Denver, está investigando um mistério no fictício St. Severin's College, em Oxford, com seu amigo Charles Parker, que agora é subchefe de polícia.

"Certo", disse Peter. "Que tal almoçar, Charles? Podemos dar um pulo até o Rose Revived." [no rio Tâmisa, a cerca de 11 quilômetros de Oxford]

Charles ficou tímido. "Ouvi dizer", ele disse cuidadosamente, "que há um pub em Oxford onde C. S. Lewis costuma almoçar."

"De fato, há", disse Peter. "Mas, ele almoça com um grupo de amigos... Certo, vamos colocar nossos sobretudos e vamos para o Bird and Babe."
Três dos membros mais conhecidos dos Inklings (Tolkien, Lewis e Williams) são os protagonistas da série fantástica de James A. Owen, "The Chronicles of the Imaginarium Geographica" (Warren Lewis e Hugo Dyson são personagens secundários recorrentes ao longo da série). A fundação e existência do grupo também são mencionadas no terceiro livro, "The Indigo King" (a linha do tempo dos livros difere da linha do tempo histórica em alguns pontos, mas isso é tratado ao longo da série com a explicação de que os livros se passam em uma história alternativa à nossa).